# Shopping del Sol

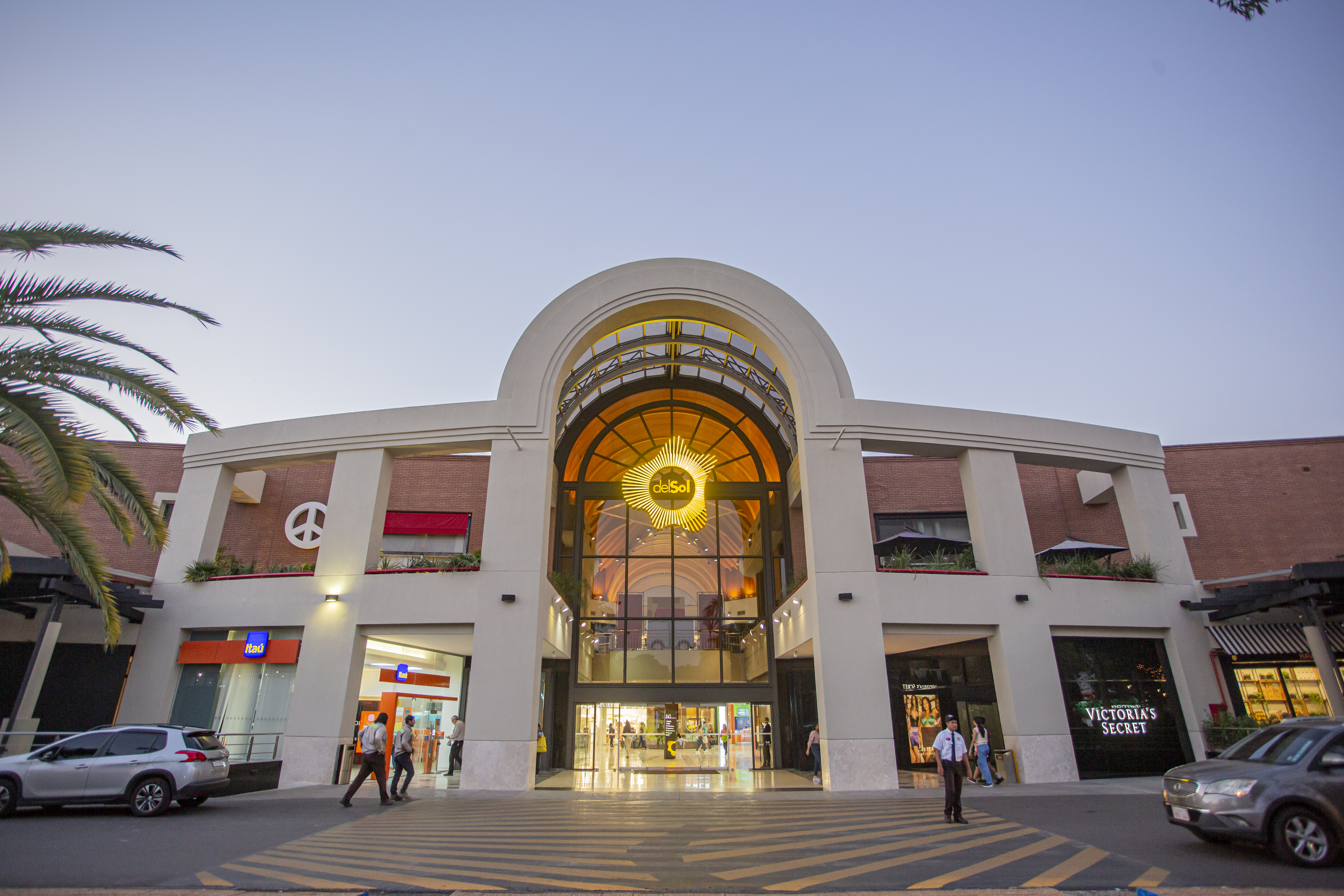
Fachada Shopping delSol

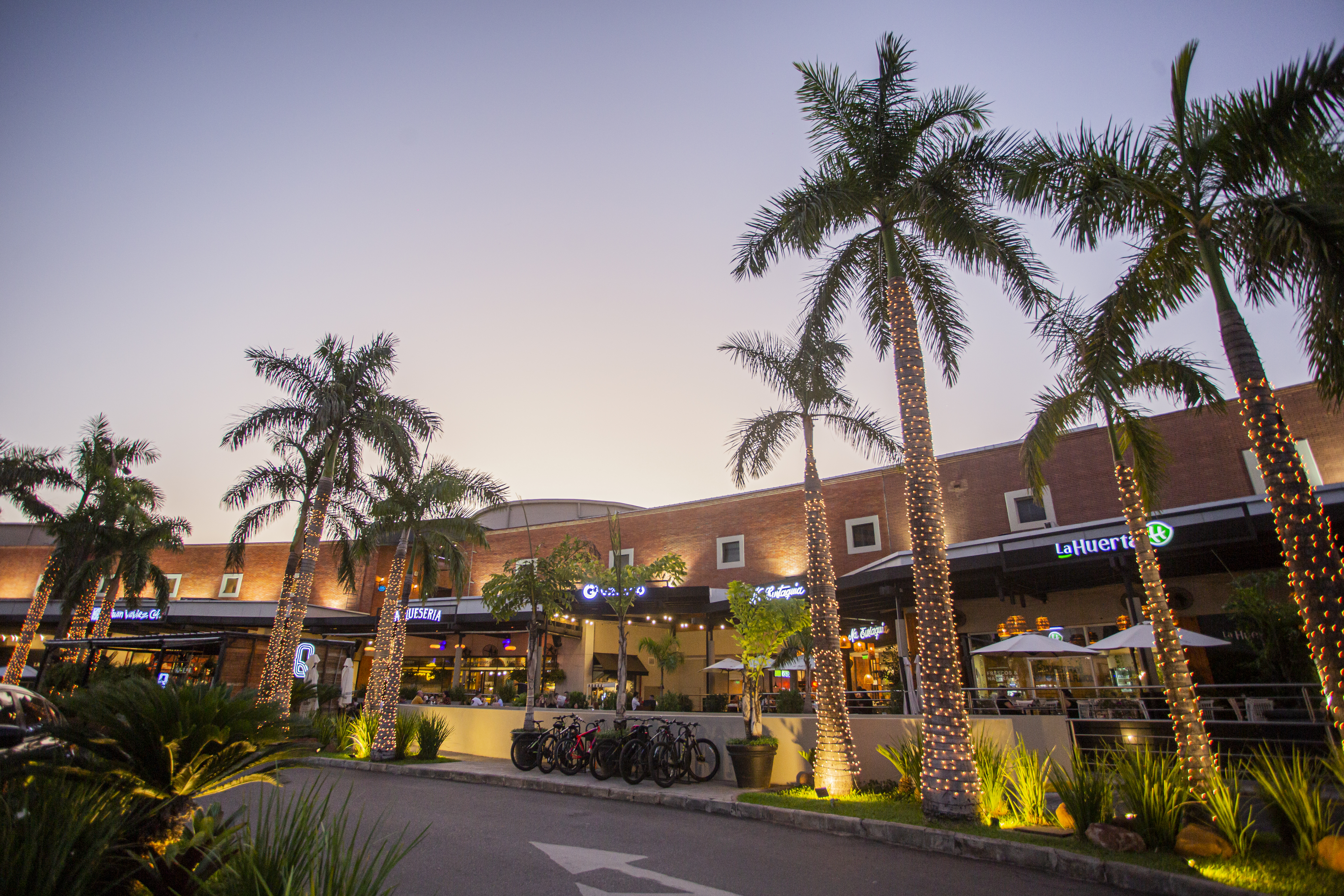
Recobas delSol

El Shopping del Sol, renombrado en 2023 como delSol Shopping & Lifestyle, es un centro comercial localizado en la ciudad de Asunción, Paraguay. Se encuentra en la intersección de la calle Delia Frutos de González con la Avenida Aviadores del Chaco.
Fue inaugurado el 19 de octubre de 1995 y es uno de los centros más visitados en la ciudad, contando con prestigiosos locales como Rapsodia, MAC, Carolina Herrera, Nike, Mont Blanc, Lacoste, Kevingston, GAP, Converse, entre otros, junto con un patio de comidas y otros locales.

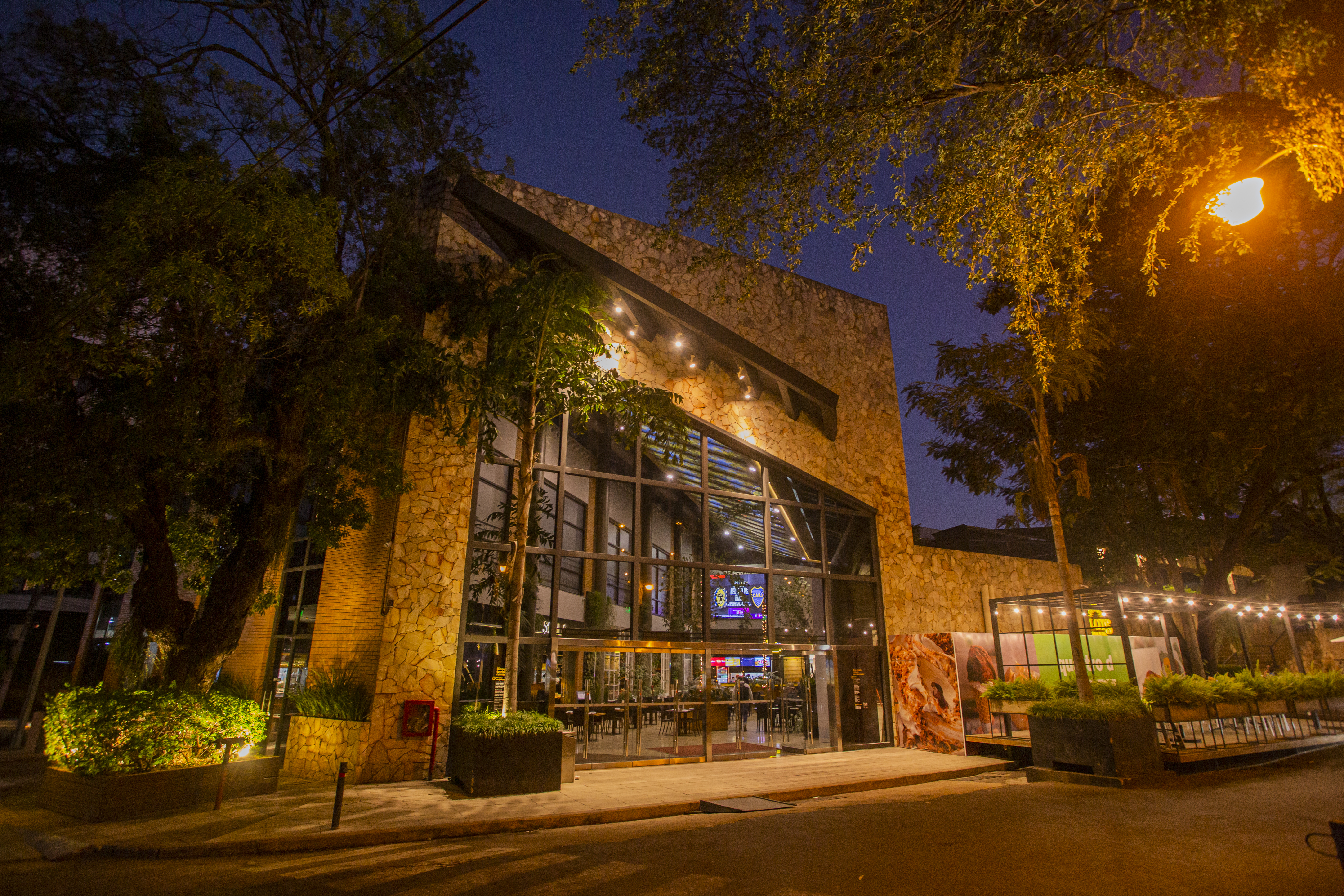
Entrada patio de comidas

Se hizo una ampliación de 19 000 metros cuadrados del centro comercial que fue finalizada en diciembre de 2016. Se invirtieron aproximadamente U$D 60 millones. También se prevé la construcción de un puente peatonal que lo una con el World Trade Center Asunción.

## Locales

### Tiendas Anclas
- DeliMarket
- Nueva Americana

### Accesorios

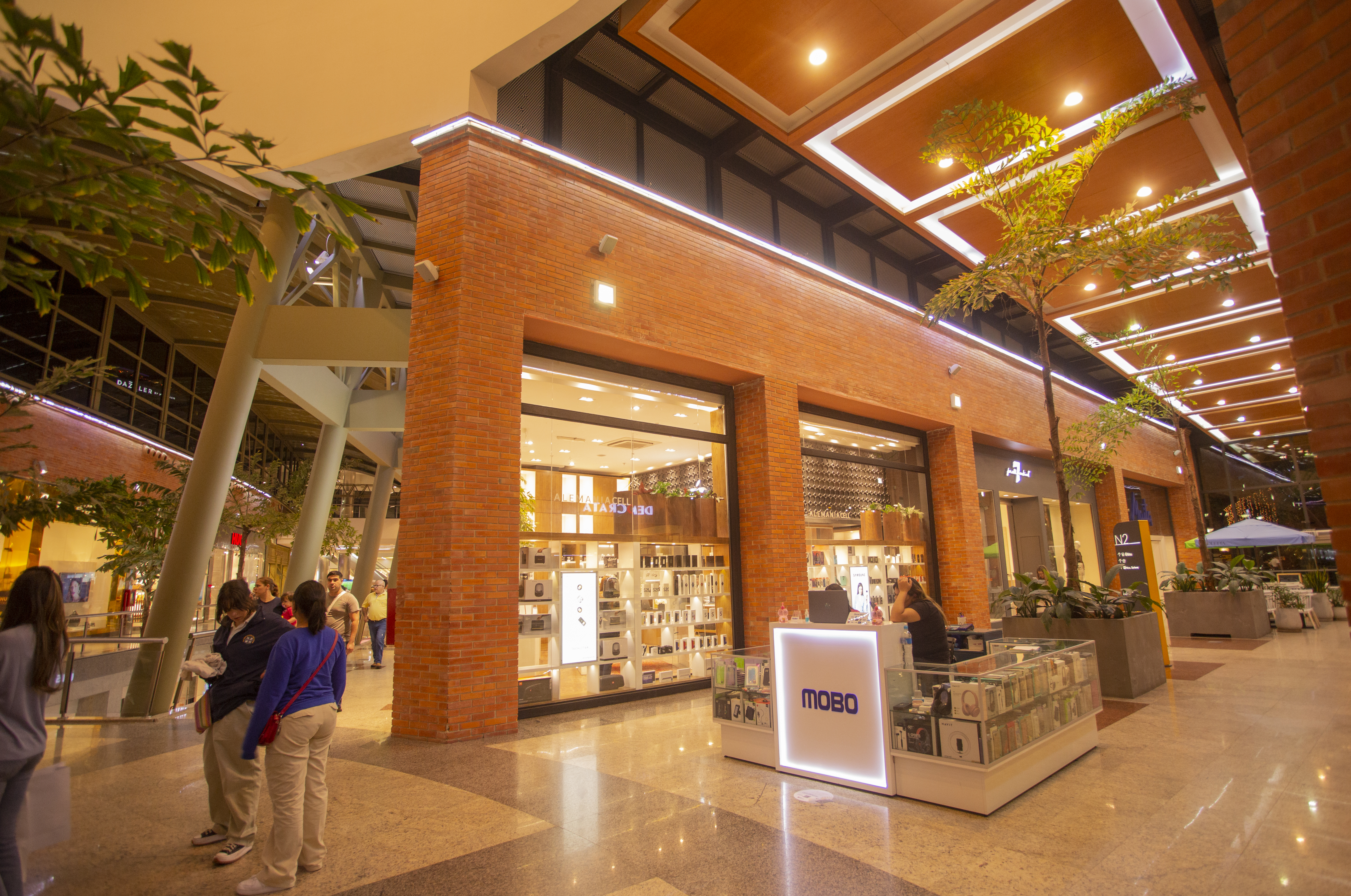
Interior del Shopping delSol

- Astrid Poletti
- Buckey London
- Claire’s
- Verónica Willigs
- Coolook
- Della Poletti
- Denoir
- Les Néréides
- María Candela
- Prune
- Montblanc
- Interior del Shopping delSolPandora
- Samsonite
- Swarovski
- Tous
- Swatch

### Peluquería
- Osvaldo Bucci

### Perfumería
- Aprohite
- Champs Elysses
- Fucsia
- Bath & Body
- O boticario

### Ropas
- Agua Bendita
- A la vuelta de la esquina
- Aldo
- Arezzo
- American Look
- Banana Republic
- Bluemoon
- Baby Cotton
- Benetton
- Chicco
- Cardon
- Cole Haan
- Carmen Steffens
- Cs Club
- Cuna Bella
- Carolina Herrera
- Cheeky
- Crocs
- Demócrata
- Desigual
- Eneache
- Eskala
- Forever21
- Ginebra
- GAP
- Gino Ventori
- Georgio Patrino
- Hering
- Mango
- Hope
- Caro Cuore
- Victoria’s Secret
- Jennyfer
- Jazmin Chebar
- Kosiuko
- La Martina
- Loccitane
- Longchamo
- Lez a Lez
- La bella Marie
- Lacoste
- Maestro
- MaxMara
- Maria Cher
- Melizza
- Mango
- NineWest
- Nice
- Outdoors
- Puket
- Pipol
- Purificación García
- Rotunda
- Rapsodia
- Rookie
- Rondina
- Skechers
- Springfield
- Shopping Británico
- Tufi Duek
- Thomas Sabo
- Timberland
- Urban Haus
- 360 sneakers
- 7 for all mankind

### Ropas deportivas
- Nike
- Skechers
- Under Armour
- Adidas
- Puma AG
- Babolat
- Meta Sport

### Comidas
- Waffle Roga
- Andy’s
- Ña Eustaquia
- Juan Valdez
- Burme
- Señor Taco
- Shangri-la
- Bellini
- Burger King
- Grosso
- Hagen Daaz
- Hiroshima
- La Cabrera
- Bolocos
- Quattro D
- La Queseria
- La verdad de la milanesa
- Mostaza
- Meta Sports
- Morado
- McDonald’s
- Pizza Hut
- The Coffee Bean & Tea Leaf
- Coffee Store
- TR Cafe Cotidiano
- Talleyrand
- Starbucks

### Entretenimiento
- Slots del Sol (casino, karaoke y bar)
- Cines Itaú del Sol

### Tecnología
- Alemania Cell
- Accesorios Store
- Compumarket
- iMarket
- Tienda Movil
- Samsung
- Tecnolandia